# Liberazione di san Pietro (Raffaello)

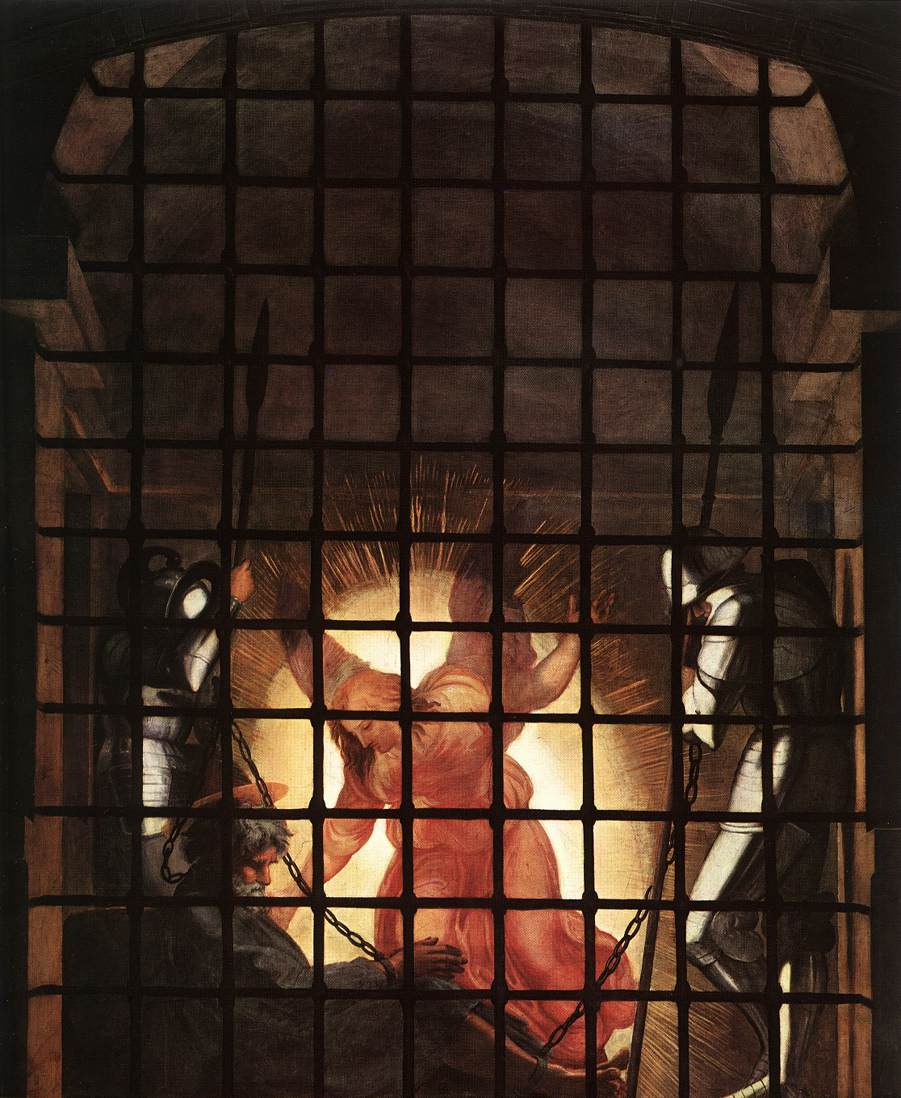
Dettaglio

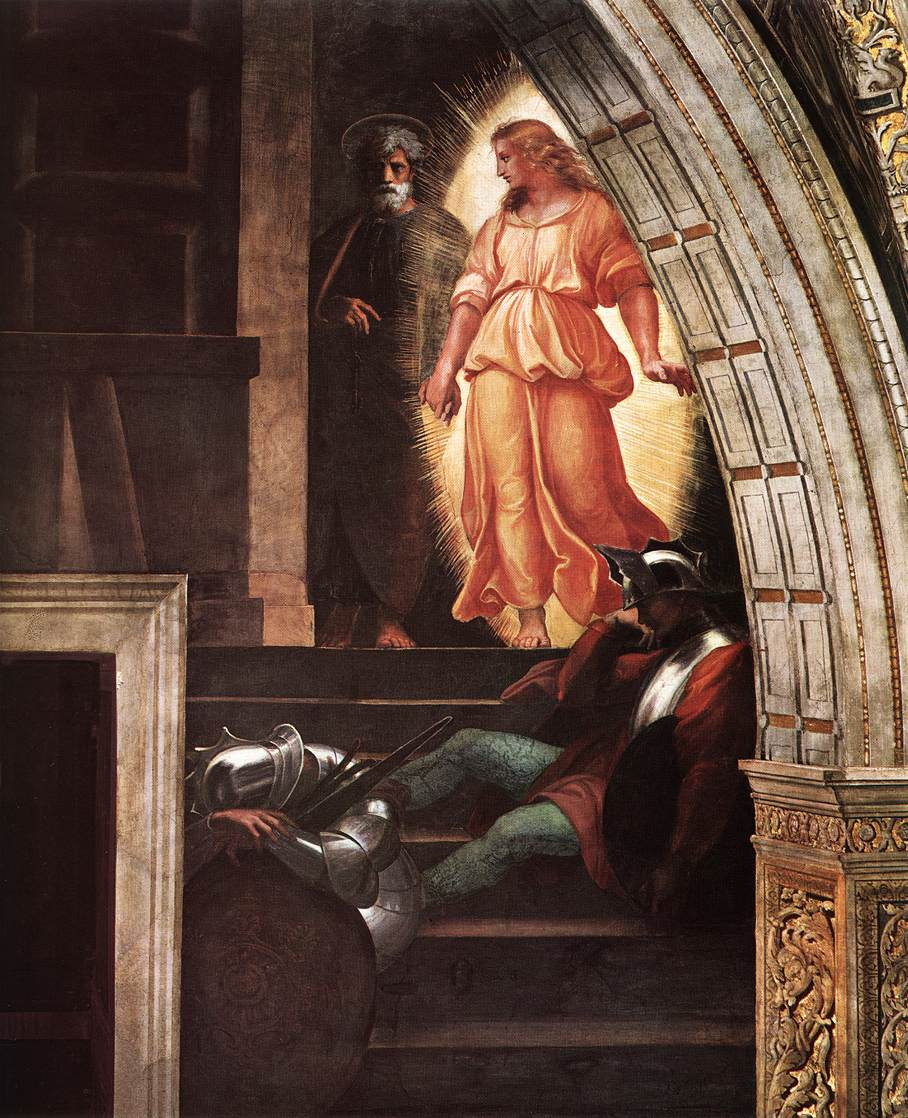
Dettaglio

La Liberazione di san Pietro è un affresco (circa 660x500 cm) di Raffaello, databile al 1513-1514 e situato nella Stanza di Eliodoro, una delle Stanze Vaticane.

## Storia
I primi disegni per gli affreschi della stanza poi detta di Eliodoro, vennero approntati da Raffaello già nell'estate del 1511, quando i lavori alla Stanza della Segnatura non erano ancora terminati. In particolare la scelta dei soggetti, legati a interventi miracolosi per la salvaguardia della Chiesa, venne suggerita dal pontefice e rifletteva il duro momento dopo le sconfitte contro i francesi, che avevano portato alla perdita di Bologna e alle minacce continue di eserciti stranieri nella penisola. La liberazione di Pietro in particolare rappresentava il trionfo del primo pontefice per intervento divino, al culmine delle sue tribolazioni.
Per eseguire l'affresco Raffaello dovette distruggere l'opera di Piero della Francesca. Ridipinture riparatorie si trovano nello sfondo.
Due finte tabelle nello sguancio della finestra ricordano il completamento dell'affresco già nel pontificato di Leone X: LEO. X. PONT. MAX. ANN. CHRIST. MDXIIII. PONTIFICAT. SVI. II. Durante la Repubblica Romana instaurata dai giacobini e successivamente nel periodo napoleonico, i francesi elaborarono alcuni piani per staccare gli affreschi e renderli portabili. Infatti, venne espresso il desiderio di rimuovere gli affreschi di Raffaello dalle pareti delle Stanze Vaticane e inviarli in Francia, tra gli oggetti spediti al Musee Napoleon delle spoliazioni napoleoniche, ma questi non vennero mai realizzati a causa delle difficoltà tecniche e i tentativi falliti e disastrosi dei francesi presso la Chiesa di San Luigi dei Francesi a Roma.
Dell'opera esiste una "prima idea" nel Gabinetto dei Disegni e delle Stampe degli Uffizi, in cui si notano varie differenze e soprattutto una simmetria più stringata. 

## Descrizione e stile
La scena è stata resa da Raffaello fortemente unitaria nonostante l'articolarsi della parete in tre zone, a causa dell'apertura della finestra, che Raffaello riempì con tre momenti del racconto. Al centro, al di là di una grata tra oscure e massicce cortine murarie, avviene l'apparizione radiosa dell'angelo nel carcere, dove Pietro giace ancora profondamente immerso nel sonno e avvinto dalle catene; l'apparizione luminosa dell'angelo e le sbarre in controluce generano un sorprendente effetto di profondità spaziale. L'emanazione luminosa arriva a toccare tutti gli elementi della scena, comprese le mura carcerarie, dove permangono bagliori rossicci. Pietro appare vecchio e stanco: secondo alcuni la raffigurazione alluderebbe alla morte di Giulio II (1513), liberato dal "carcere terreno", oppure alla liberazione di Leone X, ancora cardinale, dalla prigionia che seguì la battaglia di Ravenna.
A destra l'angelo conduce l'apostolo fuori dal carcere, in un'atmosfera tra sogno e realtà, evocata anche dalle guardie miracolosamente cadute nel sonno; a sinistra altri soldati scoprono la fuga, mentre si agitano al chiarore della luna e dei bagliori delle fiaccole, che accendono le loro armature di riflessi.
Sono presenti ben quattro tipi diversi di luce: la luna, che si riflette nelle armature dei soldati; la fiaccola, con il suo riverbero fluttuante; la luce divina, che ricorda quella presente ne "Il sogno di Costantino"; infine c'è la luce della finestra sottostante (nell'immagine è fotografata chiusa) che si somma alla luce dell'angelo. L'apertura alla base del dipinto infatti non è disegnata, bensì è una finestra reale.
Il racconto deriva dagli Atti degli Apostoli (XII, 6 e ss.). La luce è assoluta protagonista della scena notturna, e ha come unico precedente conosciuto il Sogno di Costantino di Piero della Francesca ad Arezzo. Il tema del sogno si ritrova anche nella scena biblica corrispondente sulla volta, la Scala di Giacobbe.